# Meesterklasse schaken 2001/02
Het Meesterklasse-seizoen 2001/02 was het 6e seizoen van de Meesterklasse, de hoogste Nederlandse schaakcompetitie voor clubteams. Er werd gestreden door 10 teams om het clubkampioenschap van Nederland in een halve competitie.
Schaakclub Groningen en Het Witte Paard Sas van Gent waren het vorige seizoen als winnaars van de Eerste Klasse A, respectievelijk B, gepromoveerd naar de Meesterklasse. Omdat het Bussums Schaakgenootschap (vorig seizoen nog vierde) zijn eerste team vrijwillig had laten afdalen naar de Eerste Klasse kwam er nog een derde plek vrij. Die werd ingenomen door Schaakvereniging Max Euwe Amsterdam, als beste nummer 2 van de Eerste Klasse.
Na het reguliere seizoen streden het De Variant Breda, HSG, LSG en ESGOO via playoff-wedstrijden om het landskampioenschap. De Variant Breda wist die confrontatie te winnen en werd voor de zesde keer op rij landskampioen. HSG werd tweede en LSG derde.
Het Witte Paard Sas van Gent en Schaakvereniging Euwe degradeerden als de nummers 9 en 10 naar de Eerste Klasse.

## Eindstand reguliere competitie & kruistabel[1]
|     | Team                 | Mp | Bp  | 1  | 2  | 3  | 4  | 5  | 6  | 7  | 8  | 9  | 10 |
| --- | -------------------- | -- | --- | -- | -- | -- | -- | -- | -- | -- | -- | -- | -- |
| 1.  | Ordina               | 18 | 70  | -- | 5½ | 7½ | 7  | 7½ | 9½ | 7  | 8  | 9½ | 8½ |
| 2.  | HSG                  | 16 | 64  | 4½ | -- | 6  | 7  | 8  | 8½ | 8  | 7  | 6  | 9  |
| 3.  | LSG                  | 13 | 52½ | 2½ | 4  | -- | 6  | 6  | 7  | 5  | 8½ | 6½ | 7  |
| 4.  | ING/ESGOO            | 10 | 48½ | 3  | 3  | 4  | -- | 4  | 6  | 6½ | 8  | 7  | 7  |
| 5.  | VastNed Rotterdam    | 8  | 41½ | 2½ | 2  | 4  | 6  | -- | 6  | 6½ | 4½ | 4  | 6  |
| 6.  | BIS Beamer Team      | 8  | 40  | ½  | 1½ | 3  | 4  | 4  | -- | 7  | 6  | 6½ | 7½ |
| 7.  | Zukertort Amstelveen | 7  | 39  | 3  | 2  | 5  | 3½ | 3½ | 3  | -- | 7  | 6½ | 5½ |
| 8.  | Groningen            | 6  | 34  | 2  | 3  | 1½ | 2  | 5½ | 4  | 3  | -- | 5½ | 7½ |
| 9.  | HWP (SvG)            | 3  | 33½ | ½  | 4  | 3½ | 3  | 6  | 3½ | 3½ | 4½ | -- | 5  |
| 10. | Euwe                 | 1  | 27  | 1½ | 1  | 3  | 3  | 4  | 2½ | 4½ | 2½ | 5  | -- |

### Legenda
|  | Deelnemer aan de play-offs |
|  | Degradant                  |

## Beste individuele scores[1]
| #   | Naam               | Team      | W  | N | Ro   | Tpr  | ΔR   |
| --- | ------------------ | --------- | -- | - | ---- | ---- | ---- |
| 1.  | Daniel Stellwagen  | HSG       | 7½ | 9 | 2354 | 2586 | +232 |
| 2.  | Leon Pliester      | HSG       | 7  | 8 | 2376 | 2576 | +200 |
| 3.  | Frans Cuijpers     | Ordina    | 7  | 8 | 2461 | 2597 | +136 |
| 4.  | Rudy Douven        | HSG       | 7  | 8 | 2434 | 2530 | +96  |
| 5.  | Ruud Janssen       | Ordina    | 7  | 9 | 2397 | 2475 | +78  |
| 6.  | Henk Vedder        | HSG       | 6½ | 8 | 2330 | 2492 | +162 |
| 7.  | Marc Erwich        | LSG       | 6½ | 9 | 2318 | 2507 | +189 |
| 8.  | Gert Ligterink     | Groningen | 6½ | 9 | 2369 | 2529 | +160 |
| 9.  | Rudy van Wessel    | LSG       | 6½ | 9 | 2345 | 2470 | +125 |
| 10. | Gerhard Schebler   | ING/ESGOO | 6½ | 9 | 2453 | 2524 | +71  |
| 11. | Edwin van Haastert | LSG       | 6  | 9 | 2395 | 2444 | +49  |
| 12. | Erik van den Doel  | Ordina    | 5½ | 6 | 2577 | 2718 | +141 |
| 13. | Ivan Sokolov       | Ordina    | 5½ | 6 | 2699 | 2769 | +70  |
| 14. | Vladimir Chuchelov | Ordina    | 5½ | 7 | 2531 | 2549 | +18  |
| 15. | Marinus Kuijf      | Ordina    | 5½ | 7 | 2443 | 2420 | -23  |
| 16. | Jan Smeets         | LSG       | 5½ | 8 | 2331 | 2492 | +161 |

Eerste klasse

1920/21 · 1921/22 · 1922/23 · 1923/24 · 1924/25 · 1925/26 · 1926/27 · 1927/28 · 1928/29 · 1929/30 · 1930/31 · 1931/32 · 1932/33 · 1933/34 · 1934/35 · 1935/36 · 1936/37 · 1937/38 · 1938/39 · 1939/40 · 1940/41 · 1941/42
Hoofdklasse

1942/43 · 1943/44 · 1944/45 · 1945/46 · 1946/47 · 1947/48 · 
1948/49 · 1949/50 · 1950/51 · 1951/52 · 1952/53 · 1953/54 · 1954/55 · 1955/56 · 1956/57 · 1957/58 · 1958/59 · 1959/60 · 1960/61 · 1961/62 · 1962/63 · 1963/64 · 1964/65 · 1965/66 · 1966/67 · 1967/68 · 1968/69 · 1969/70 · 1970/71 · 1971/72 · 1972/73 · 1973/74 · 1974/75 · 1975/76 · 1976/77 · 1977/78 · 1978/79 · 1979/80 · 1980/81 · 1981/82 · 1982/83 · 1983/84 · 1984/85 · 1985/86 · 1986/87 · 1987/88 · 1988/89 · 1990/91 · 1991/92 · 1992/93 · 1993/94 · 1994/95 · 1995/96
Meesterklasse

1996/97 · 1997/98 · 1998/99 · 1999/00 · 2000/01 · 2001/02 · 2002/03 · 2003/04 · 2004/05 · 2005/06 · 2006/07 · 2007/08 · 2008/09 · 2009/10 · 2010/11 · 2011/12 · 2012/13 · 2013/14 · 2014/15 · 2015/16 · 2016/17 · 2017/18· 2018/19 · 2019/20 · 2020/21 · 2021/22 · 2022/23 · 2023/24 · 2024/25